# Riff Raff – Verbrechen ist Familiensache
Riff Raff – Verbrechen ist Familiensache (Originaltitel: Riff Raff) ist ein Spielfilm aus dem Jahr 2024 mit Jennifer Coolidge, Ed Harris, Gabrielle Union und Bill Murray. Der Film entstand unter der Regie von Dito Montiel nach einem Drehbuch von John Pollono, das auf einem Theaterstück von Pollono basiert.

## Handlung
Der Pensionist Vincent plant, mit seiner zweiten Frau Sandy und deren Sohn DJ in ihrem Ferienhaus Silvester zu feiern. Überraschend und ungewollt taucht dort auch Rocco, Vincents Sohn aus erster Ehe, gemeinsam mit seiner schwangeren Freundin Marina und seiner betrunkenen Mutter Ruth, Vincents Exfrau, auf.
Rocco ist auf der Flucht vor Mafiaboss Leftie und seinem Auftragskiller Lonnie. Rocco hatte den Sohn von Leftie getötet um Marina zu schützen, Leftie möchte sich jetzt rächen. Vincent hatte sich seinen Wohlstand einst selbst als Gangster erarbeitet und kennt Leftie von früher. Bald darauf tauchen auch Leftie und Lonnie im Ferienhaus auf.

## Besetzung und Synchronisation
Die deutschsprachige Synchronisation übernahm die Splendid Synchron. Das Dialogbuch schrieb Tobias Neumann, Dialogregie führte Kim Hasper.
| Rolle            | Darsteller             | Synchronsprecher   |
| ---------------- | ---------------------- | ------------------ |
| Ruth             | Jennifer Coolidge      | Katrin Fröhlich    |
| Vincent          | Ed Harris              | Wolfgang Condrus   |
| Sandy            | Gabrielle Union        | Natascha Geisler   |
| Leftie Hannigan  | Bill Murray            | Thomas Nero Wolff  |
| Lonnie           | Pete Davidson          | Jan Makino         |
| DJ               | Miles J. Harvey        | Vincent Borko      |
| Rocco            | Lewis Pullman          | Patrick Keller     |
| Garrison         | P.J. Byrne             | Rainer Fritzsche   |
| Janet            | Brooke Dillman         | Meike Finck        |
| Johnnie Hannigan | Michael Angelo Covino  | Dirk Talaga        |
| Marina           | Emanuela Postacchini   | Patrizia Carlucci  |
| Roccos Date      | Sage Spielman          | Sarah Palarczyk    |
| Sandys Mutter    | Lucinda Carr           | Irina Wrona        |
| Sandys Vater     | Roger Guenveur Smith   | Patrick Winczewski |
| Verkäufer        | Scott Michael Campbell | Dirc Simpson       |

## Produktion und Hintergrund
Der Film wurde von Signature Films und Canopy Pictures produziert, als Produzenten fungierten Noah Rothman, Sarah Gabriel, Marc Goldberg und Adam Paulsen. Den Vertrieb übernahm in Deutschland die Splendid Film. Dreharbeiten fanden 2023 in New Jersey statt.
Die Kamera führte Xavier Grobet, die Musik schrieb Adam Taylor, die Montage verantwortete Tim Streeto. Das Szenenbild gestaltete Kassandra DeAngelis und das Kostümbild Christine Wada. In den USA erhielt der Film ein R-Rating. Ursprünglich waren Dustin Hoffman und Brian Cox anstelle von Bill Murray und Ed Harris vorgesehen.

## Veröffentlichung
Premiere war am 9. September 2024 am Toronto International Film Festival 2024.
In den USA wurde der Film am 28. Februar 2025 veröffentlicht. In Deutschland kam der Film am 27. März 2025 in die Kinos. Auf Blu-ray soll die Produktion am 30. Mai 2025 erscheinen.

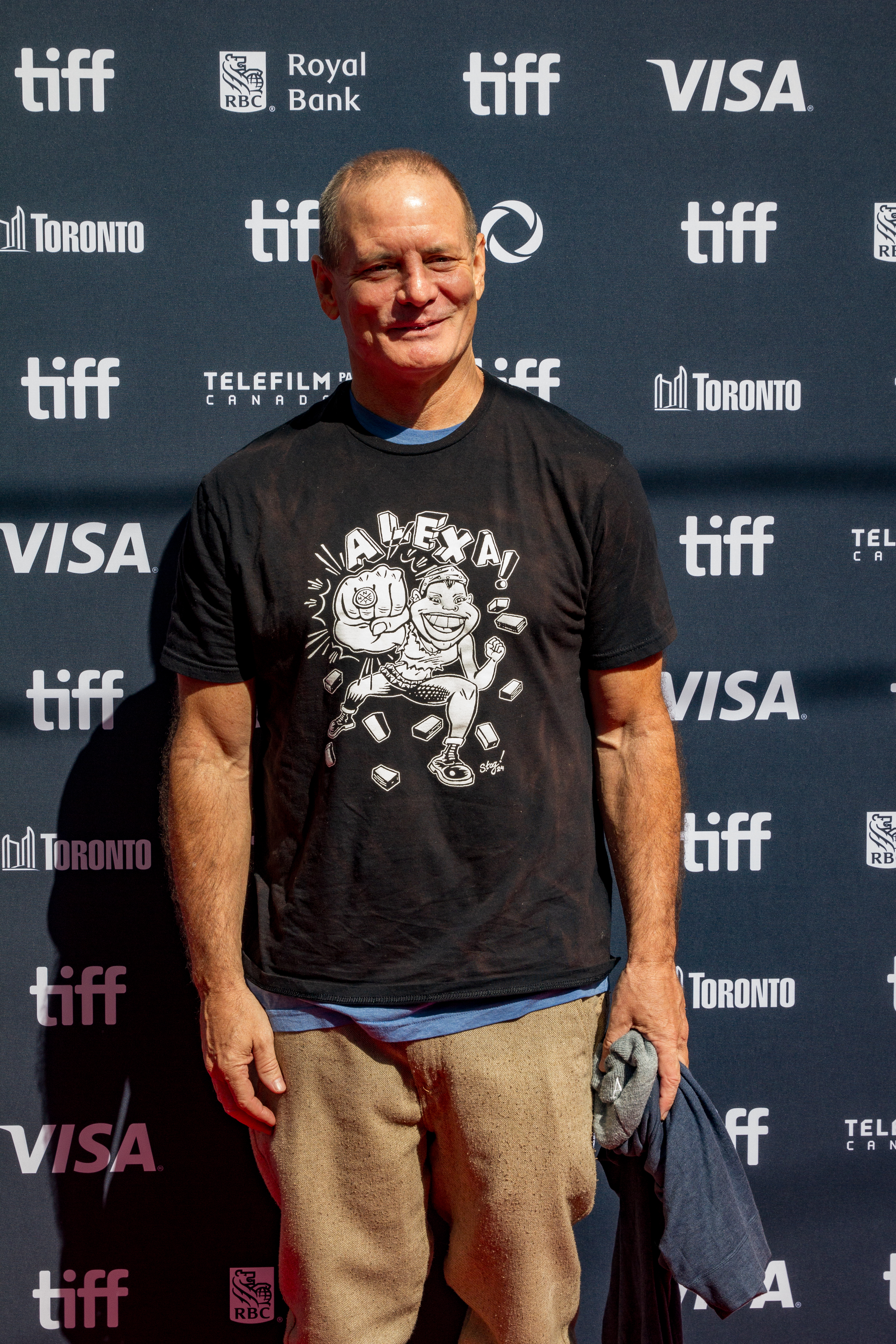
Regisseur Dito Montiel am Toronto International Film Festival 2024
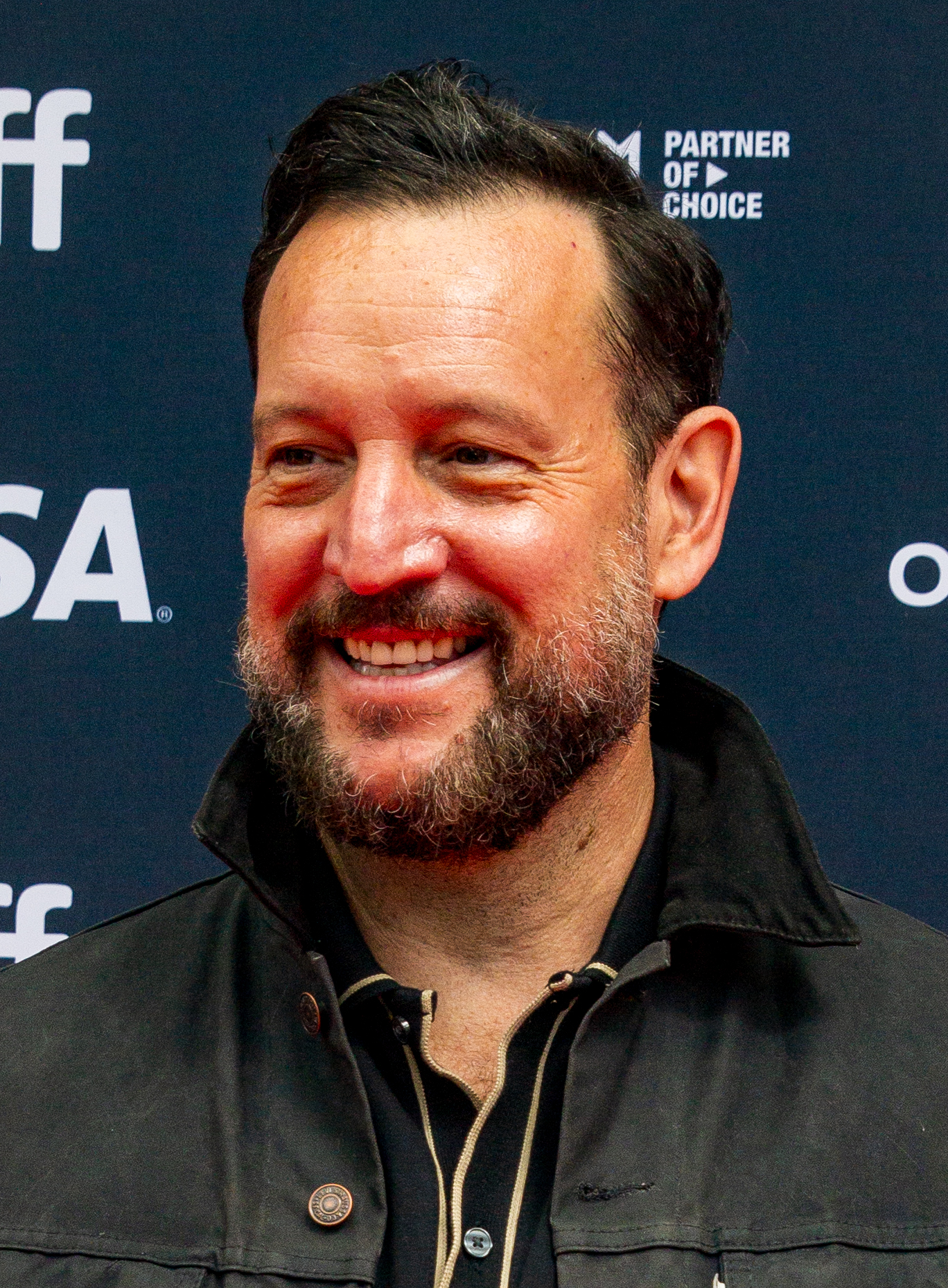
Drehbuchautor John Pollono
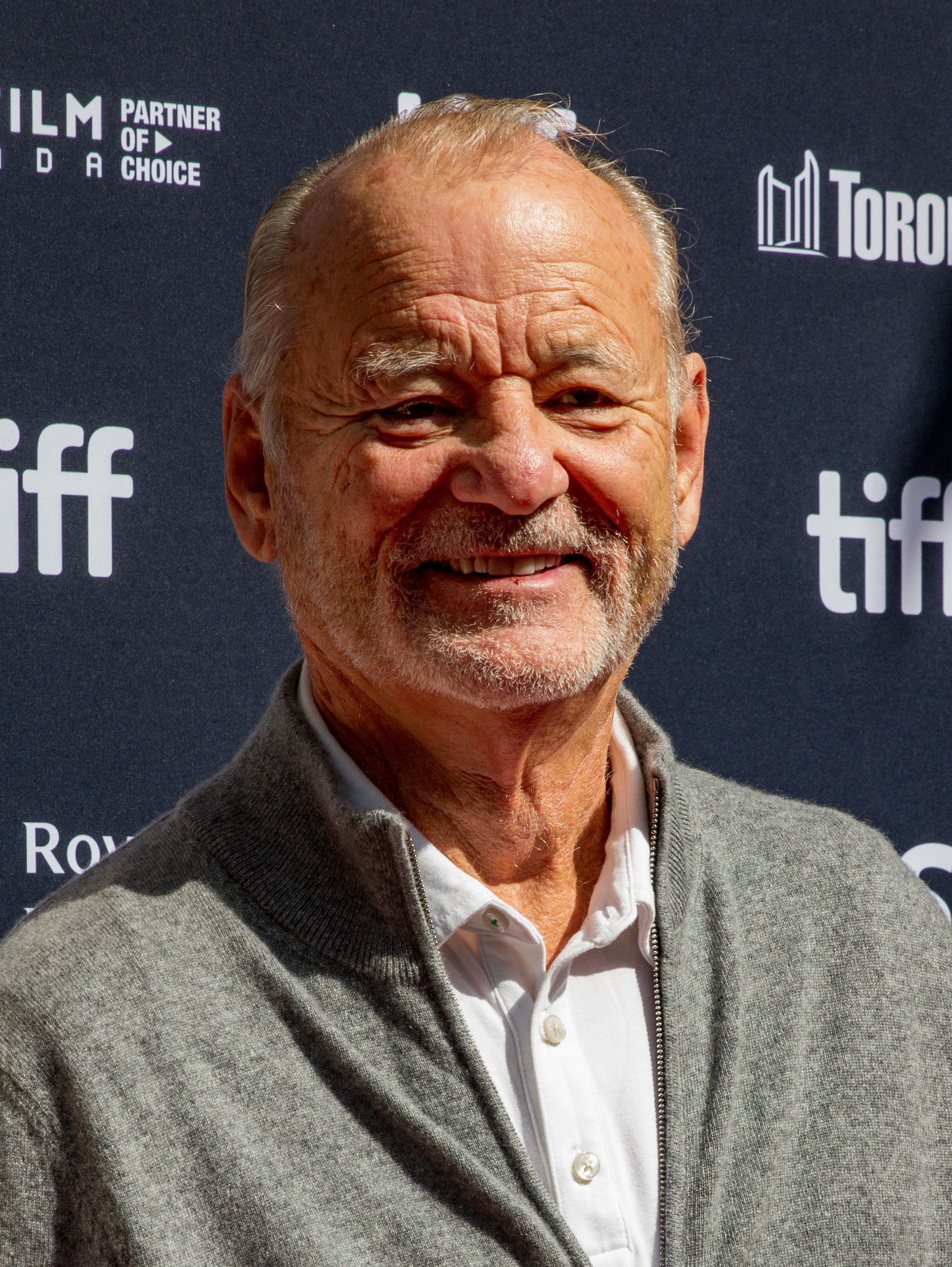
Bill Murray
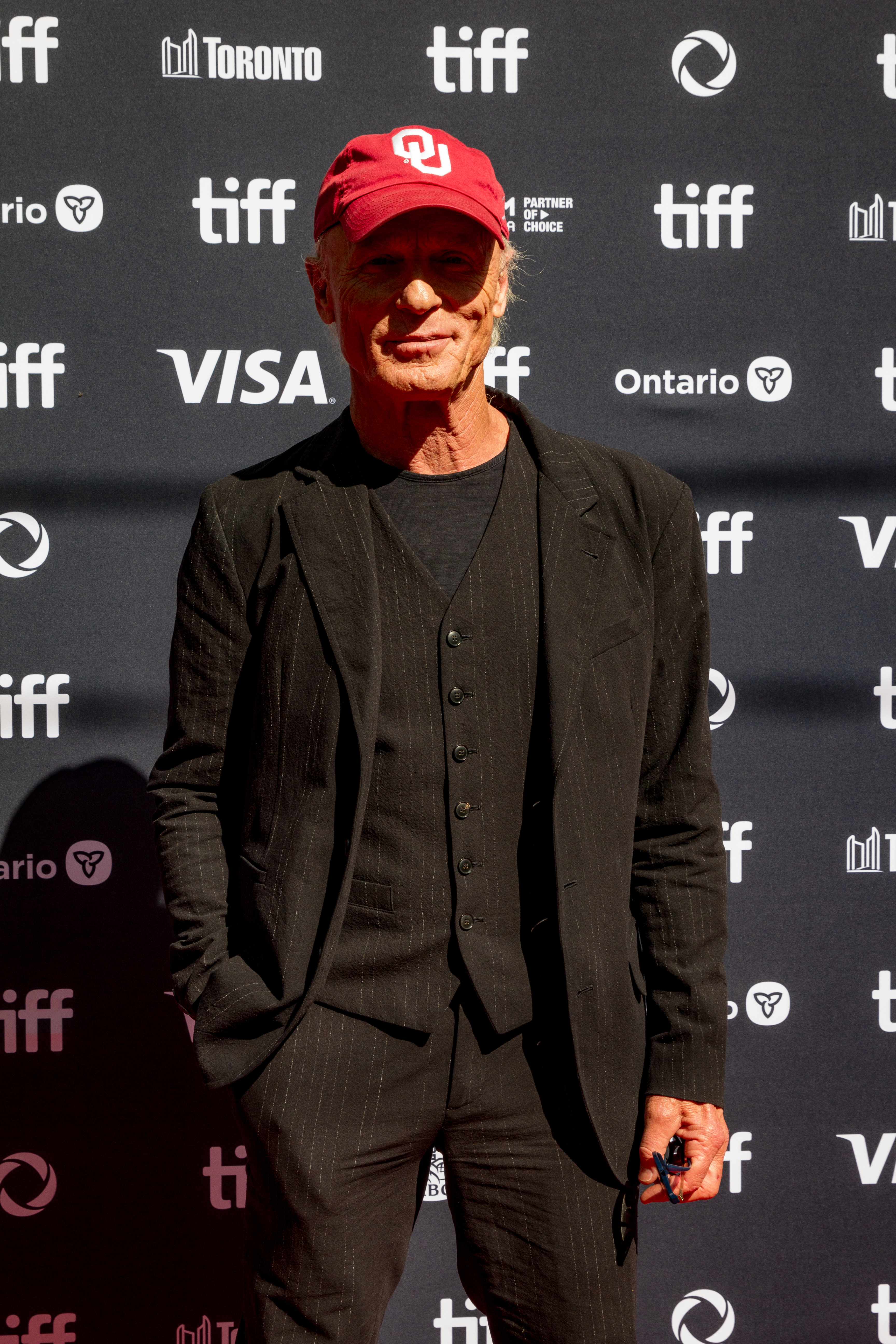
Ed Harris
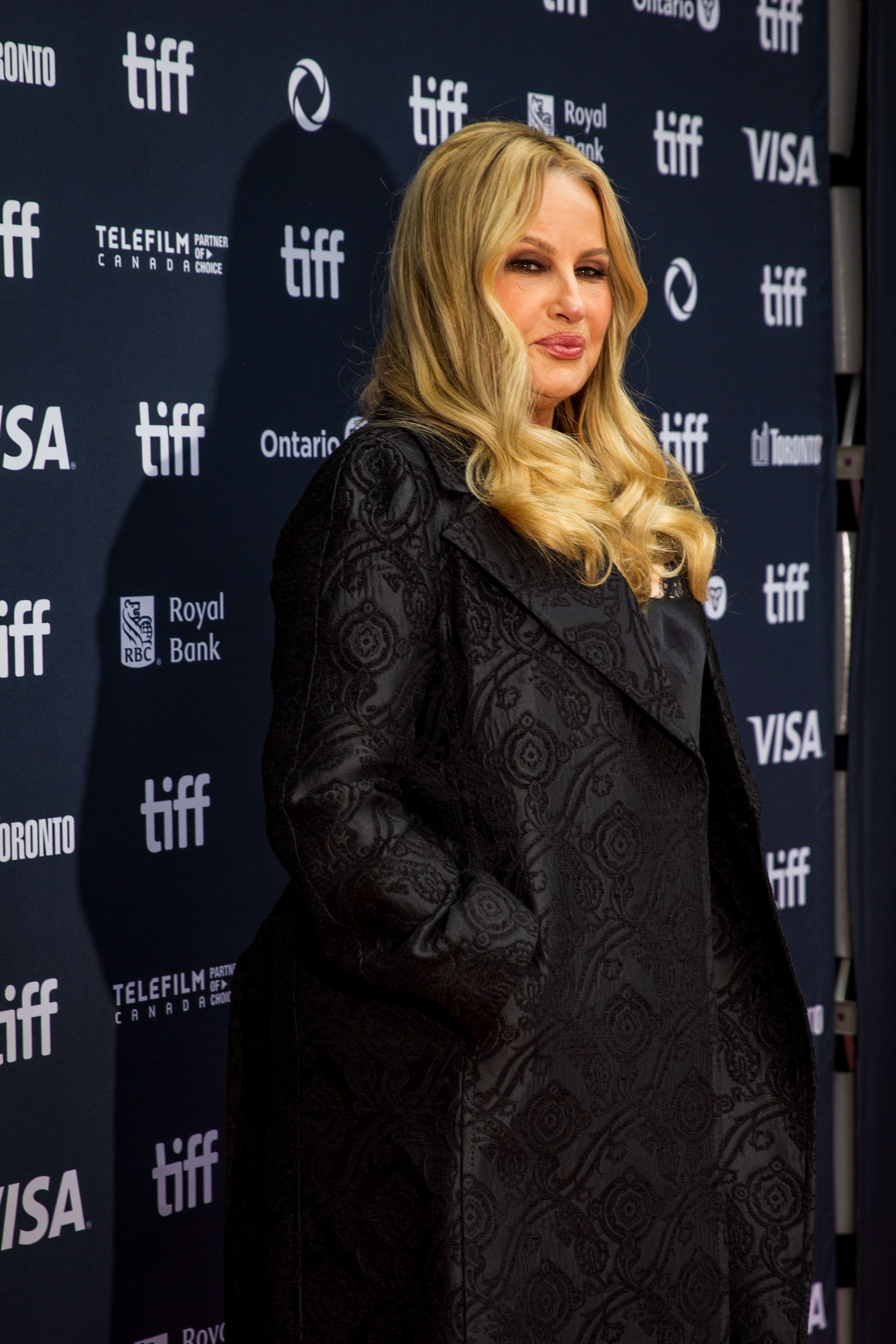
Jennifer Coolidge

## Rezeption
Am 20. März 2025 waren 34 von 58 bei Rotten Tomatoes aufgeführten Kritiken positiv bei einer durchschnittlichen Bewertung von 6,1 der 10 möglichen Punkte. Bei Metacritic erhielt der Film am 20. März 2025 einen Metascore von 47 von 100 möglichen Punkten, der auf 14 Rezensionen basierte.
Oliver Armknecht vergab auf film-rezensionen.de sechs von zehn Punkten. Der Film schwanke zwischen Familiendrama und Krimikomödie, könne sich nie ganz entscheiden. Insgesamt sei er durchaus sehenswert, allein schon wegen der tollen Besetzung, auch wenn das Ende unbefriedigend sei. Dass hier ein Theaterstück zugrunde liegt, merke man dem Film durchaus an.
Gaby Sikorski bewertete den Film auf filmstarts.de mit 3,5 von 5 Punkten. Die Komik hänge trotz des dauernden Fluchens zwischendurch auch mal etwas zu sehr durch. Insgesamt und vor allem dank der großartigen Besetzung mit Jennifer Coolidge, Ed Harris und Bill Murray sei die Produktion aber ein durchaus gelungenes, kurzweiliges Genremix-Kinoerlebnis mit viel dunkelschwarzer-komödiantischer Energie.
Patrick Heidmann (2 von 5 Sterne) meinte auf epd-film.de, dass Montiel die Erinnerung ans Tarantinoeske wecke und Gewaltausbrüche mit jeder Menge Dialogwitz kombiniere. Das Drehbuch schwächle in Sachen Plot und Timing, zu den sehenswerten Momenten verhelfe dem Film das Ensemble.